# Diaoyudaoïta
La diaoyudaoïta és un mineral de la classe dels òxids. Rep el nom de l'Illa Diaoyudao, el nom xinès per les illes Senkaku.

## Característiques
La diaoyudaoïta és un òxid de fórmula química NaAl11O17. Cristal·litza en el sistema hexagonal. La seva duresa a l'escala de Mohs oscil·la entre 7,5 i 8. Va ser aprovada com a espècie vàlida per l'Associació Mineralògica Internacional l'any 1985.
Segons la classificació de Nickel-Strunz, la diaoyudaoïta pertany a «04.CC: Òxids amb relació Metall:Oxigen = 2:3, 3:5, i similars, amb cations de mida mitjana i gran» juntament amb els següents minerals: cromobismita, freudenbergita, grossita, clormayenita, yafsoanita, latrappita, lueshita, natroniobita, perovskita, barioperovskita, lakargiïta, megawita, loparita-(Ce), macedonita, tausonita, isolueshita, crichtonita, davidita-(Ce), davidita-(La), davidita-(Y), landauïta, lindsleyita, loveringita, mathiasita, senaïta, dessauïta-(Y), cleusonita, gramaccioliïta-(Y), hawthorneïta, hibonita, lindqvistita, magnetoplumbita, plumboferrita, yimengita, haggertyita, nežilovita, batiferrita, barioferrita, jeppeïta, zenzenita i mengxianminita.

## Formació i jaciments
Va ser descoberta a les Illes Senkaku, a la Prefectura d'Okinawa (Regió de Kyūshū, Japó). També ha estat descrita a l'Argentina Arxivat 2013-07-11 a Wayback Machine., Alemanya, Noruega, Rússia i als estats de Massachusetts i Nova Jersey, als Estats Units.